# Акробатика на Европейских играх 2019
Акробатика на Европейских играх 2019 — соревнования по спортивной акробатике на Европейских играх 2019 проходили с 22 по 23 июня 2019 года в Минск-Арене. Было разыграно шесть комплектов медалей. В соревнованиях приняли участие 40 спортсменов.

## Календарь
| ЦО | Церемония открытия | 2 | Финалы соревнований | ЦЗ | Церемония закрытия |

| Июнь       | Июнь       | 21 Пт | 22 Сб | 23 Вс | 24 Пн | 25 Вт | 26 Ср | 27 Чт | 28 Пт | 29 Сб | 30 Вс | Медали |
| ---------- | ---------- | ----- | ----- | ----- | ----- | ----- | ----- | ----- | ----- | ----- | ----- | ------ |
| Акробатика | Акробатика |       | 4     | 2     |       |       |       |       |       |       |       | 6      |

## Медали

### Общий зачёт
| Место | Страна      | Золото | Серебро | Бронза | Всего |
| --- | ----------- | ------ | ------- | ------ | ----- |
| 1 | Беларусь    | 2      | 0       | 4      | 6     |
| 2 | Бельгия     | 2      | 1       | 0      | 3     |
| 3 | Россия      | 2      | 1       | 0      | 3     |
| 4 | Португалия  | 0      | 2       | 1      | 3     |
| 5 | Азербайджан | 0      | 2       | 1      | 3     |
| Всего | Всего       | 6      | 6       | 6      | 18    |
| Жирным шрифтом выделено наибольшее количество медалей в своей категории. Цветом перванш выделена принимающая страна. |             |        |         |        |       |

### Медалисты

#### Женские групповые соревнования
| Дисциплина              | Золото                                                             | Серебро                                                                         | Бронза                                                                          |
| Многоборье              | Бельгия · Тилия де Тройер · Бритт Вандердонкт · Шарлотта ван Ройен | Португалия · Барбара да Силва Секейра · Сампайо Майя Франциска · Майя Франциска | Беларусь · Вероника Набокина · Юлия Ивончик · Карина Сандович                   |
| Балансовые упражнения   | Беларусь · Вероника Набокина · Юлия Ивончик · Карина Сандович      | Бельгия · Тилия де Тройер · Бритт Вандердонкт · Шарлотта ван Ройен              | Португалия · Барбара да Силва Секейра · Сампайо Майя Франциска · Майя Франциска |
| Динамические упражнения | Бельгия · Тилия де Тройер · Бритт Вандердонкт · Шарлотта ван Ройен | Португалия · Барбара да Силва Секейра · Сампайо Майя Франциска · Майя Франциска | Беларусь · Вероника Набокина · Юлия Ивончик · Карина Сандович                   |

#### Смешанные пары
| Дисциплина              | Золото                                      | Серебро                                                | Бронза                                                 |
| Многоборье              | Россия · Виктория Аксёнова · Кирилл Старцев | Азербайджан · Рухидиль Гурбанлы · Абдулла Аль-Машайкхи | Беларусь · Артур Беляков · Ольга Мельник               |
| Балансовые упражнения   | Беларусь · Артур Беляков · Ольга Мельник    | Россия · Виктория Аксёнова · Кирилл Старцев            | Азербайджан · Рухидиль Гурбанлы · Абдулла Аль-Машайкхи |
| Динамические упражнения | Россия · Виктория Аксёнова · Кирилл Старцев | Азербайджан · Рухидиль Гурбанлы · Абдулла Аль-Машайкхи | Беларусь · Артур Беляков · Ольга Мельник               |